# أوديل أوفياه
أوديل أوفياه (بالإنجليزية: Odel Offiah) هو لاعب كرة قدم إنجليزي يلعب في مركز الدفاع مع نادي برايتون في الدوري الإنجليزي الممتاز.